# Xian de Wengyuan
Le xian de Wengyuan (翁源县 ; pinyin : Wēngyuán Xiàn) est un district administratif de la province chinoise du Guangdong. Il est placé sous la juridiction de la ville-préfecture de Shaoguan.

## Démographie
La population du district était de 353 580 habitants en 1999.